# Тит Статилий Север
Тит Статилий Север (лат. Titus Statilius Severus) — римский государственный деятель второй половины II века.
Его отцом был консул 144 года Тит Статилий Максим, который происходил из Сирии. О самом Севере известно лишь то, что он занимал должность консула в 171 году. Его коллегой был Луций Альфидий Геренниан.